# Steve Lane
Steve Lane (* 7. November 1921 als Stephen Evans Lane; † 22. August 2015) war ein britischer Musiker (Kornettist, Arrangeur, Komponist und Bandleader) des Hot Jazz und Musikproduzent.
Lane absolvierte Latymer School im Londoner Stadtteil Edmonton, um dann in Acton bei CAV-Bosch, einem Automobilzulieferer, zu arbeiten. Er spielte zunächst Gitarre, um dann ans Kornett zu wechseln. Seit den frühen 1950er Jahren leitete er die Southern Stompers, wo damals unter anderem Cyril Davies als Banjoist tätig war. Diese Gruppe spielte im Stil von Jelly Roll Morton und trat im von ihm geleiteten Ealing Jazz Club auf. Dann stand er seinen Red Hot Peppers und der VJM Washboard Band vor, die er beide über 50 Jahre leitete und mit denen er gleichfalls Aufnahmen einspielte. Weiterhin nahm er mit dem Halcyon Dance Orchestra auf, das aus den Instrumentalisten der Southern Stompers bestand, aber in einem anderen Stil spielte.
Außerdem war er seit 1960 (neben Brian Rust und John Wadley) einer der Produzenten des Labels VJM Records; er produzierte unter anderem Ken Colyer, Speckled Red und Steve Miller. Seine Kompositionen wurden unter anderem von Diane Schuur eingespielt.

## Diskographische Hinweise
- Steve Lane’s Southern Stompers With Michèle Just Gone (Major Minor 1969)
- Steve Lane’s Famous Southern Stompers Snake Rag (Stomp Off 1982)
- Steve Lane and the Famous Red Hot Peppers With Michele Red Hot Peppers (VJM 1987)